# Rocío Ríos
María Rocío Ríos Pérez  (* 13. März 1969 in León) ist eine ehemalige spanische Langstreckenläuferin, die sich auf den Marathonlauf spezialisiert hatte.
Sie wurde insgesamt neunmal spanische Meisterin, davon viermal im 10.000-Meter-Lauf (1991, 1992, 1996, 1997), dreimal im Halbmarathon (1992, 1994, 1995) sowie jeweils einmal im 5000-Meter-Lauf (1994) und im Marathon (1997). 1994 wurde sie in damaliger spanischer Landesrekordzeit von 2:29:00 h Zweite beim Berlin-Marathon. Einen weiteren Landesrekord stellte sie 1997 in 1:09:59 h über die Halbmarathondistanz auf.
Ihre besten internationalen Meisterschaftsergebnisse im Marathonlauf erzielte Ríos mit dem fünften Platz bei den Olympischen Spielen 1996 in Atlanta und dem sechsten Platz bei den Leichtathletik-Europameisterschaften 1998 in Budapest. Bei den Leichtathletik-Weltmeisterschaften 1997 in Athen belegte sie den 21. Rang. Außerdem gewann sie bei den Halbmarathon-Weltmeisterschaften 1995 in Montbéliard und 1998 in Uster jeweils die Bronzemedaille in der Mannschaftswertung.
Rocío Ríos ist 1,56 m groß und hatte ein Wettkampfgewicht von 46 kg. 

## Bestleistungen
- 3000 m: 9:14:78 min, 17. Juli 1994, San Sebastián
- 5000 m: 15:31,69 min, 2. August 2003, Jerez de la Frontera
- 10.000 m: 32:00,11 min, 6. April 1996, Leiria
- Halbmarathon: 1:09:59 h, 20. April 1997, Azpeitia
- Marathon: 2:28:20 h, 15. Oktober 1995, San Sebastián